# Miriam Cristina Strumia
Miriam Cristina Strumia (Córdoba, 23 de marzo de 1956) es una química argentina especializada en química orgánica. Es profesora Emérita de la Universidad Nacional de Córdoba, investigadora superior ad-honorem del Consejo Nacional de Ciencia y Tecnología (Argentina) e integrante del Academia Nacional de Ciencias (Argentina). 

## Trayectoria profesional
En 1978 se recibió como Licenciada en Química Orgánica, en la Facultad de Ciencias Químicas de la Universidad Nacional de Córdoba (UNC). Y en 1982 obtuvo su doctorada en Química Orgánica, también en la Facultad de Ciencias Químicas de la UNC, bajo la dirección de Héctor E. Bertorello. Su tesis “Resinas Polibutadiénicas con Terminales Hidroxilos. Su Estudio” fue calificada como sobresaliente.
Sus estudios posdoctorales los realizó a través de una Beca de Formación Superior otorgada por CONICET en la Petroquímica Río Tercero, entre 1987 y 1989, y luego en el Departamento de Química de la University of South Florida, Tampa, Florida, EEUU, entre abril y julio de 1995.
Sus líneas de investigación se han centrado en el campo la síntesis y modificación química de nuevos materiales poliméricos y nanomateriales híbridos con aplicaciones específicas en nanomedicina, materiales biomédicos, envases activos e inteligentes y sensores electroquímicos.
Fue decana de la Facultad de Ciencias Químicas de la UNC, entre 2011-2014, y titular del Área de Ciencia y Tecnología e Innovación Productiva de la UNC, entre 2016-2018, entre otros cargos de gestión.
En 2018 fue nombrada como directora del Instituto de Investigación y Desarrollo de Ingeniería de Procesos y Química Aplicada (IPQA), cargo que ocupó hasta 2022.
Dirigió 14 tesis doctorales y 2 tesis de maestría. Publicó 165 trabajos científicos en revistas internacionales y 14 capítulos de libros.
En 2020 fue incorporada como integrante de la Academia Nacional de Ciencias (Argentina). También se desempeñó como presidenta de la Sociedad Argentina de Química Orgánica (SAIQO) en el periodo 2021-2023.

## Premios y distinciones
Junto a su equipo recibió el Premio Innovar en 2007, por el desarrollo de un material polimérico modificado para ser usado en la fabricación de envases con propiedades antimicrobianas, y también en 2019.
En agosto de 2020 fue reconocida como Profesora Emérita de la Facultad de Ciencias Químicas de la UNC.
En 2022 recibió la distinción a la Trayectoria Científica por el Ministerio de Ciencia, Tecnología e Innovación de Córdoba, Argentina. 
En 2023, recibió el Premio Konex de Platino en el área de Química Orgánica, por su trabajo realizado en el década 2013-2023, otorgado por la Fundación Konex (Argentina).